# Лінкольн (округ Вілас, Вісконсин)
Лінкольн (англ. Lincoln) — місто (англ. town) в США, в окрузі Вілас штату Вісконсин. Населення — 2659 осіб (2020).

## Демографія
Згідно з переписом 2010 року, у місті мешкали 2423 особи в 1102 домогосподарствах у складі 746 родин. Було 2094 помешкання
Расовий склад населення:
| - 98,4 % — білих - 0,5 % — корінних американців - 0,2 % — азіатів - 0,1 % — чорних або афроамериканців |

До двох чи більше рас належало 0,5 %. Частка іспаномовних становила 0,9 % від усіх жителів.
За віковим діапазоном населення розподілялося таким чином: 17,8 % — особи молодші 18 років, 57,8 % — особи у віці 18—64 років, 24,4 % — особи у віці 65 років та старші. Медіана віку мешканця становила 49,8 року. На 100 осіб жіночої статі у місті припадало 104,0 чоловіків;  на 100 жінок у віці від 18 років та старших — 101,3 чоловіків також старших 18 років.
Середній дохід на одне домашнє господарство  становив 58 392 долари США (медіана — 44 318), а середній дохід на одну сім'ю — 70 758 доларів (медіана — 51 824). Медіана доходів становила 49 485 доларів для чоловіків та 34 583 долари для жінок. За межею бідності перебувало 11,3 % осіб, у тому числі 12,6 % дітей у віці до 18 років та 5,9 % осіб у віці 65 років та старших.
Цивільне працевлаштоване населення становило 1071 особа. Основні галузі зайнятості: освіта, охорона здоров'я та соціальна допомога — 16,7 %, будівництво — 15,5 %, роздрібна торгівля — 15,2 %.